# Báthory Lajos
Báthory Lajos (Máramarossziget, 1942. február 16. – 2022. december 14. előtt) magyar történész.

## Életútja
Aradon végzett líceumot, a Babeș-Bolyai Egyetemen történelem szakos diplomát szerzett. 1965-től a kolozsvári Történeti és Régészeti Intézet tudományos kutatójaként működött. Első írása a Korunkban jelent meg, történeti évkönyvek és folyóiratok bányatörténeti, munkásmozgalomi és történeti demográfiai cikkeit közölték román és magyar nyelven. Társszerzője a Bibliografia istorică a României I. : 1944-1969. (1970) és IV. 1969-1974. (1975) kötetének. Tanított az egyetemen is. Báthory Ludovic néven is publikált.

## Művei
- Ludovic Báthory: Societăţile carbonifere şi sistemul economic şi politic al României, 1919-1929; Presa Universitară Clujeană, Cluj-Napoca, 1999